# Gymnopternus metallicus
Gymnopternus metallicus är en tvåvingeart som först beskrevs av Hermann Friedrich Stannius 1831.  Gymnopternus metallicus ingår i släktet Gymnopternus, och familjen styltflugor. Arten är reproducerande i Sverige.